# Peziza badia
Peziza badia (Christian Hendrik Persoon, 1800),  sin. Aleuria badia (Christian Hendrik Persoon ex Claude Casimir Gillet, 1879), din încrengătura Ascomycota, în familia Pezizaceae și de genul Peziza este o ciupercă comestibilă saprofită, denumită în popor urechiușă bârligată. urechiușă bârligată. Se găsește în România, Basarabia și Bucovina de Nord, crescând preponderent în grupuri mici, în mod predominant pe soluri nisipoase și argiloase, de-a lungul marginea drumurilor și a spațiilor deschise similare din păduri de conifere sau de stejar în cele mixte precum, nu rar chiar și pe câmpii. Timpul apariției este din (aprilie) mai până la sfârșitul lui noiembrie.

## Descriere

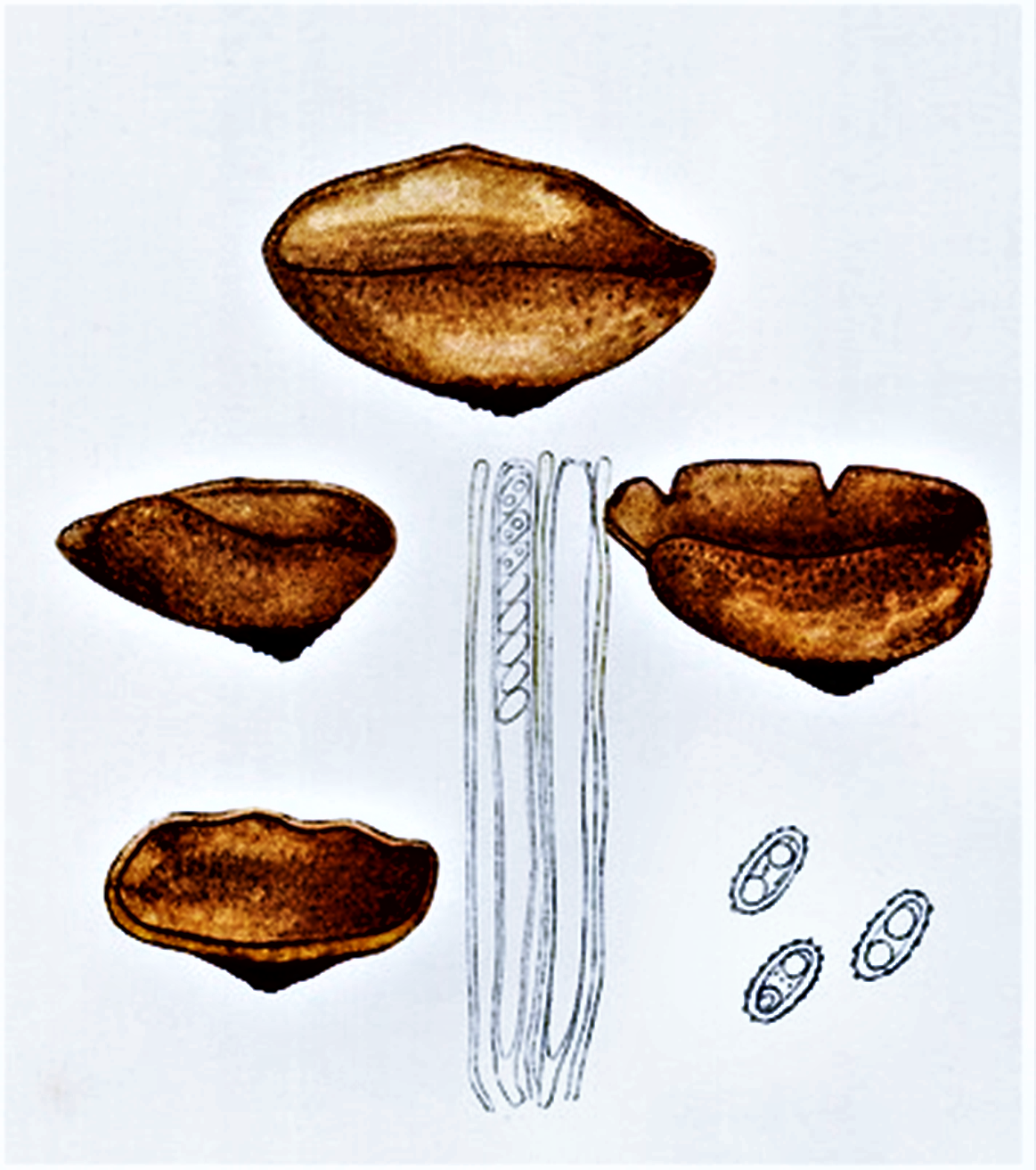
Bres.: Aleuria badia

- Corpul fructifer: are un diametru de 3-8 cm și o înălțime de 2-5 cm și o grosime de 2-3 mm, este la început închis și sferic, apoi ia formă de bol, fiind de multe ori neregulat și voluminos îndoit cu marginea ondulată, câteodată crestată, tărâțos precum ușor găunos la bătrânețe. Coloritul variază pe interior de la castaniu până la maro închis, mereu cu un ton măsliniu, pe exterior fiind mai deschis cu tonuri roșiatice.
- Piciorul: are la bază un picioruș foarte scurt, alb-flocos și lățos.
- Carnea: este brun-măslinie, ceroasă, foarte fragilă, cu un miros și gust plăcut aromatic de ciuperci. Tăiată, secretă puțin lichid apos.
- Caracteristici microscopice: are spori elipsoidali, hialini (translucizi), granulați și reticulat ornamentați pe suprafață, deseori cu două picături de ulei, având o mărime de 17-20 x 9-12 microni. Pulberea lor este de un ocru deschis. [4][5][6]
- Reacții chimice: Ascele ciupercii se decolorează cu iod albastru.[4]

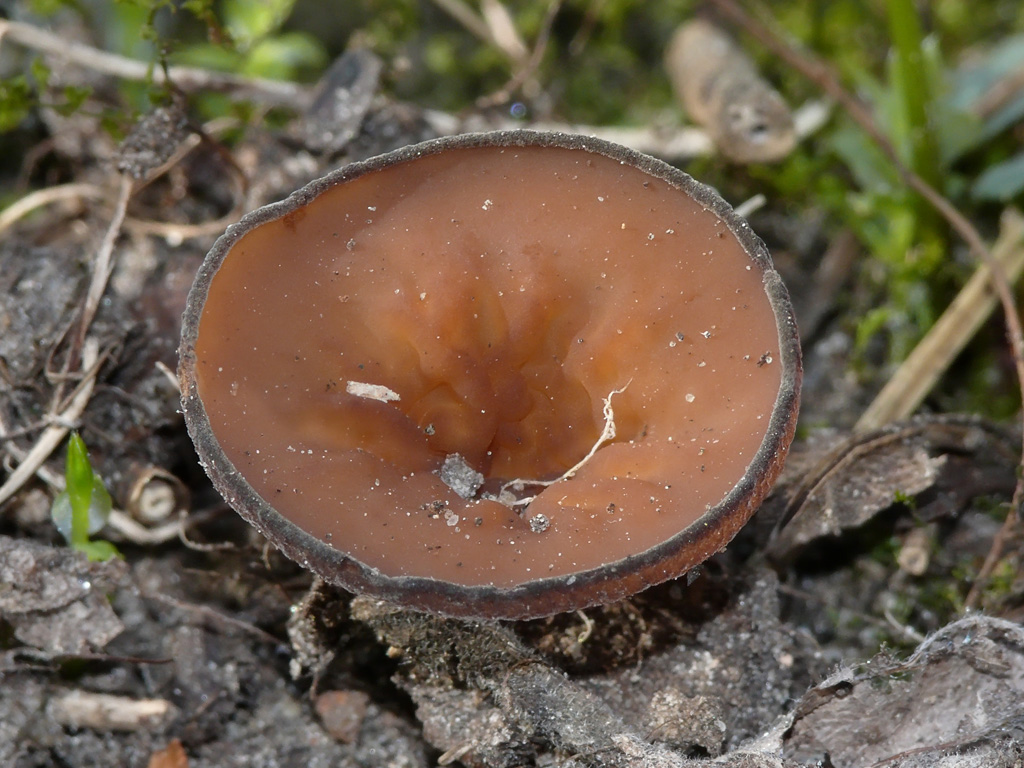
P. badia, interior
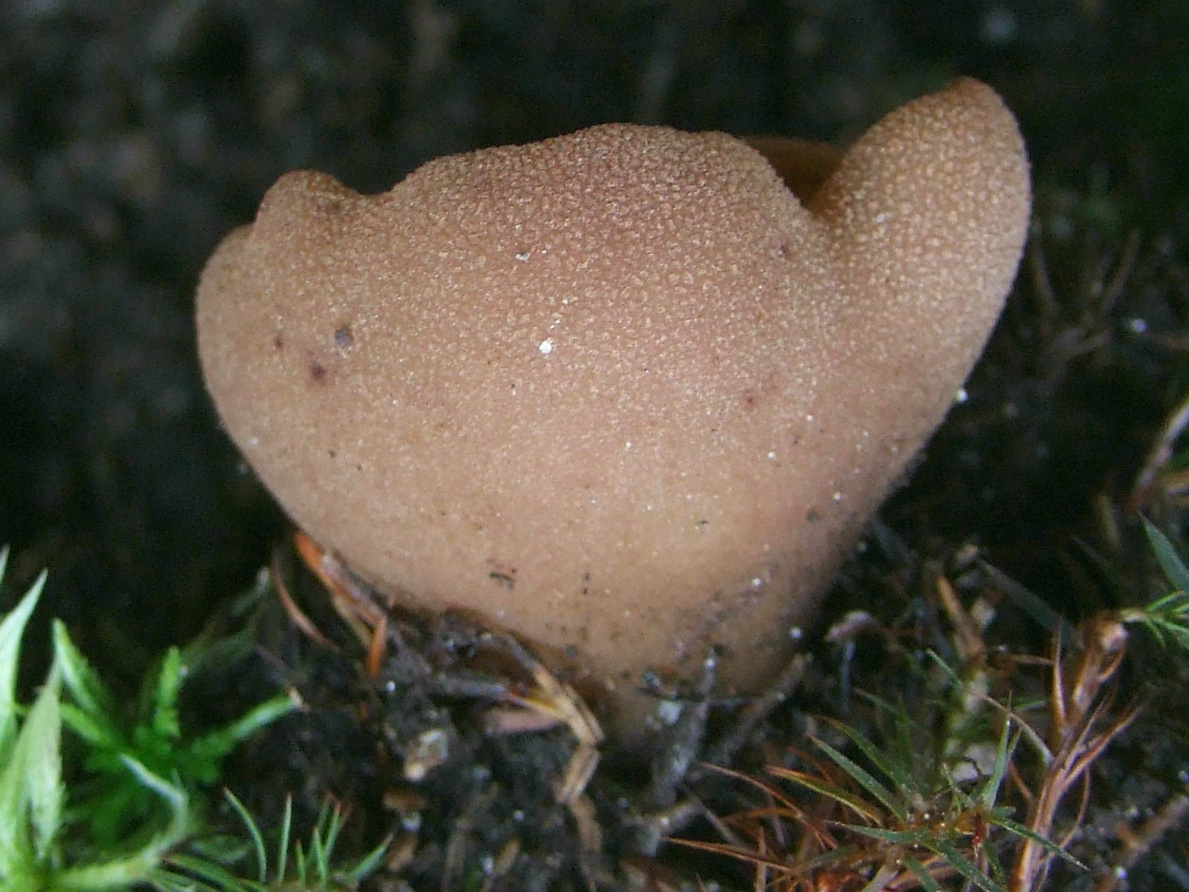
P. badia, exterior
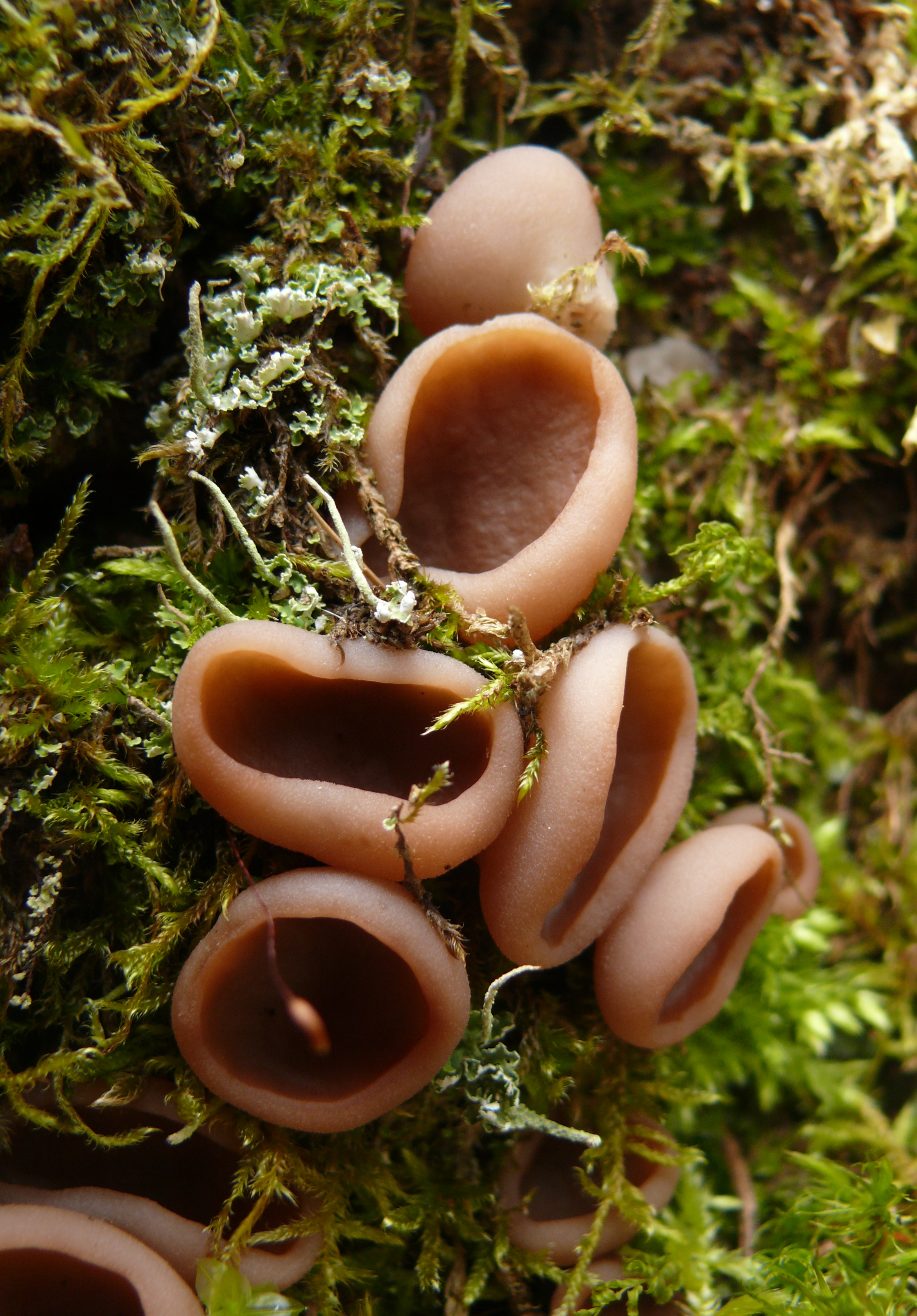
P. badia tineri
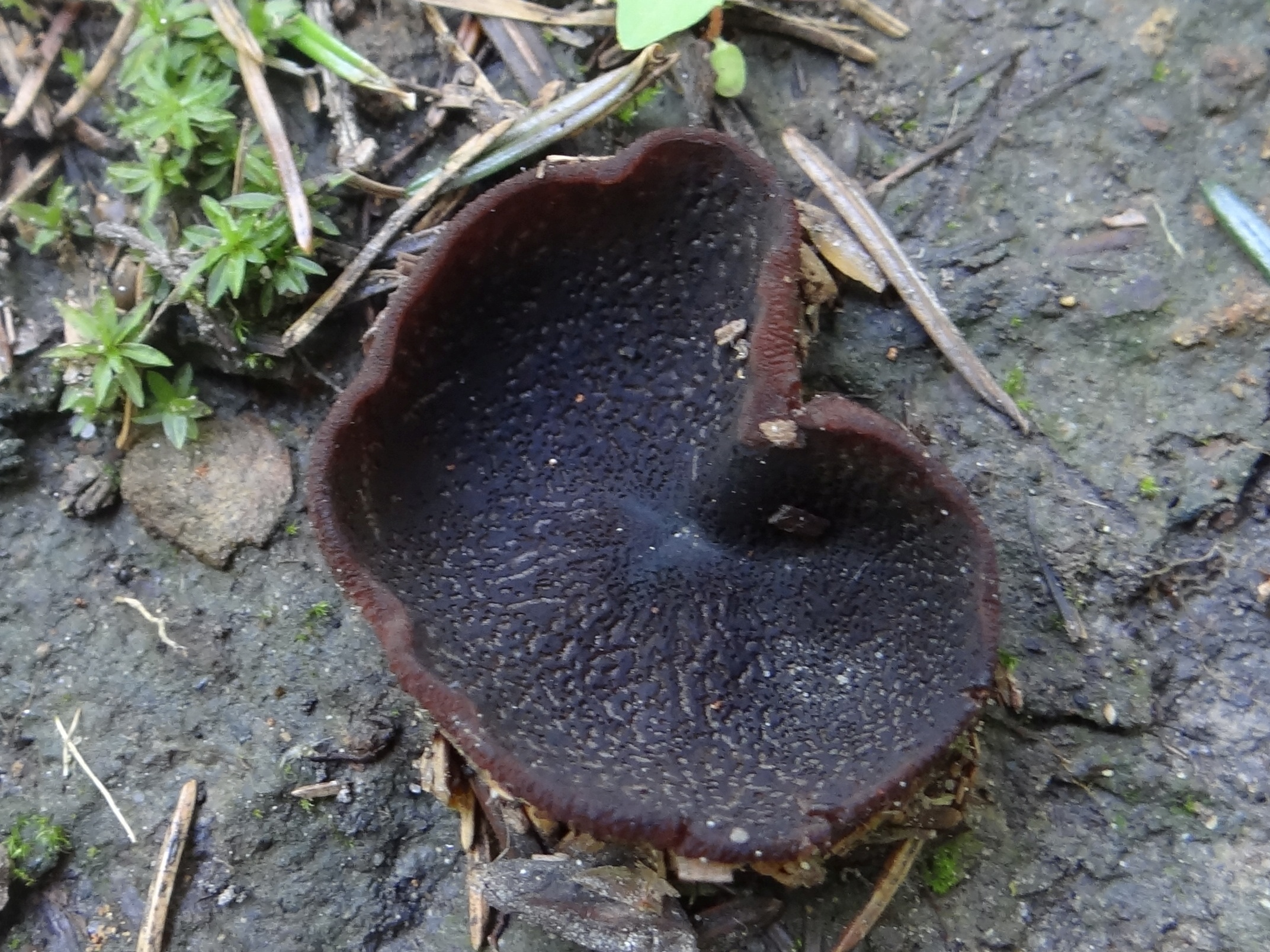
P. badia bătrână

## Confuzii
Peziza badia poate fi confundată cu alte specii de aspect asemănător din încrengătura Ascomycota, cum ar fi: Caloscypha fulgens (fără valoare), Discina ancilis sin. Discina perlata (comestibilă), Disciotis venosa (comestibilă), Dumontinia tuberosa sin. Sclerotinia tuberosa (fără valoare), Helvella acetabulum (comestibilitate limitată), Helvella leucomelaena (comestibilitate limitată), Otidea alutacea (fără valoare culinară),  Otidea bufonia (fără valoare culinară), Otidea cochleata (comestibilă), Otidea leporina (comestibilă), Otidea onotica (comestibilă), Peziza arveniensis (comestibilă), Peziza cerea (fără valoare), Peziza michelii (fără valoare), Peziza varia (comestibilă), Peziza vesiculosa (comestibilă) sau Sarcosphaera coronaria sin. Sarcosphaera crassa (posibil foarte otrăvitoare), și Sarcosphaera eximia (destul de otrăvitoare, conține giromitrină, corp cu tonuri mai albăstruie, miros de revent la maturitate).

## Specii asemănătoare

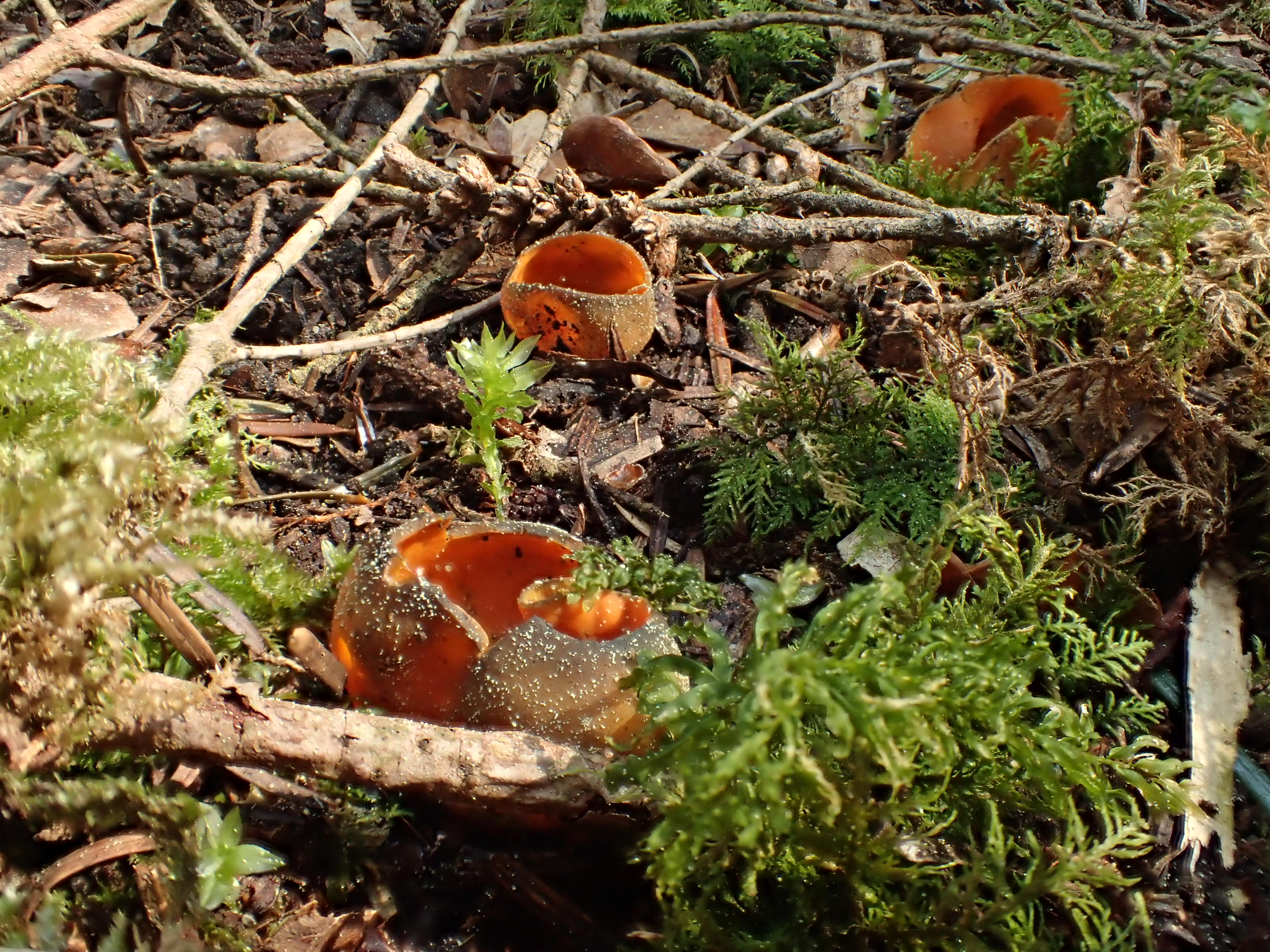
Caloscypha fulgens
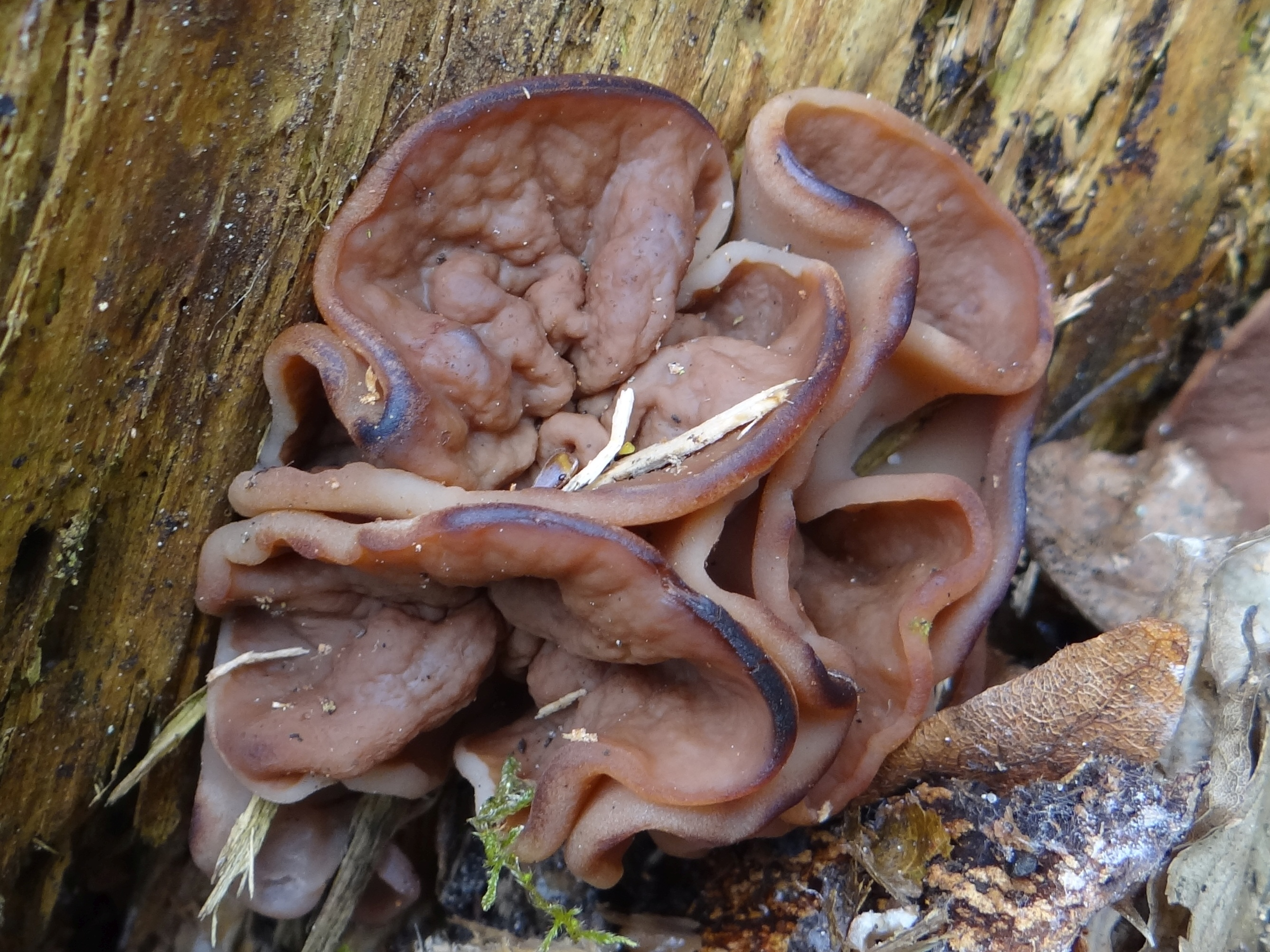
Discina ancilis sin. Discina perlata
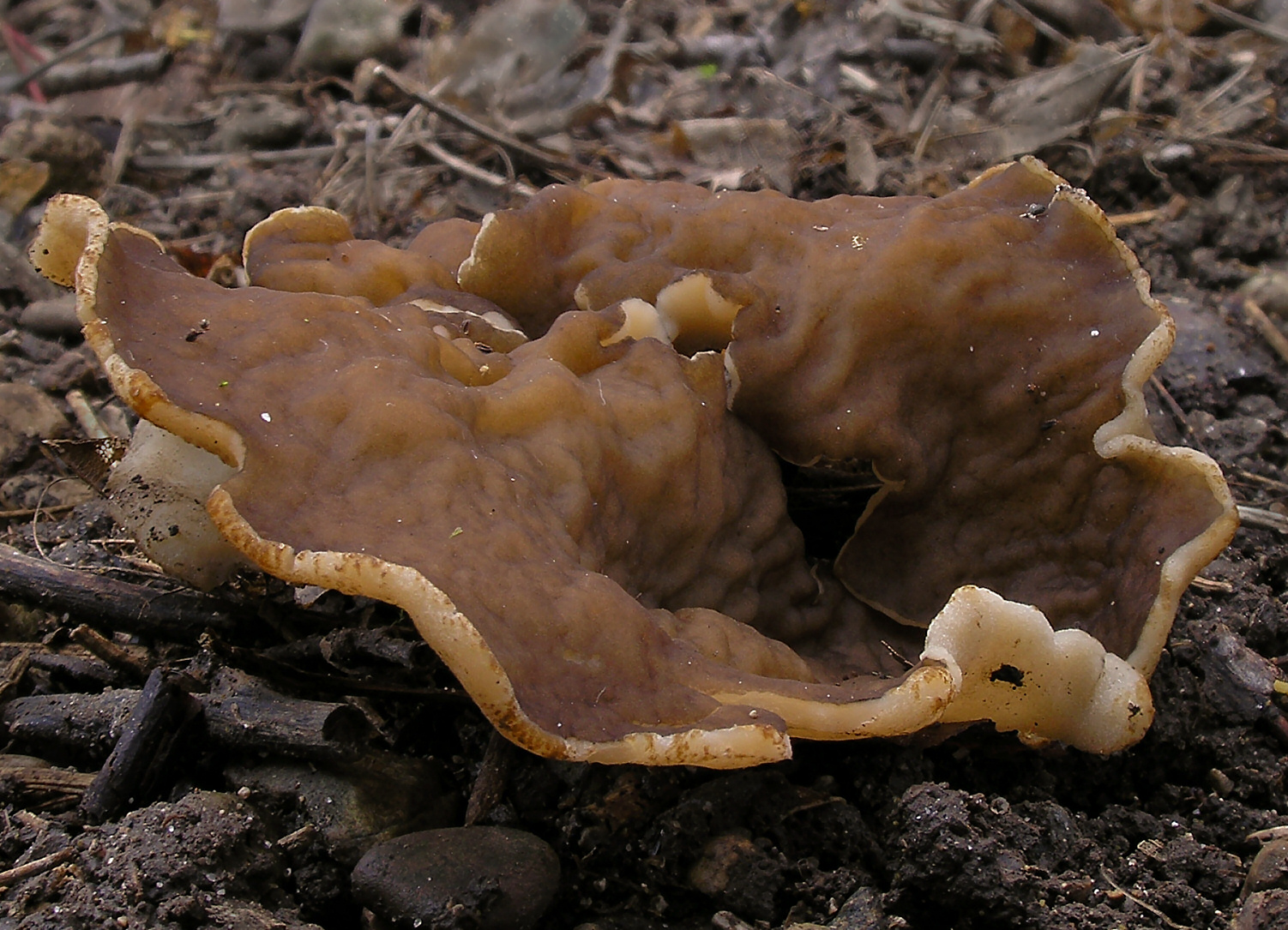
Disciotis venosa
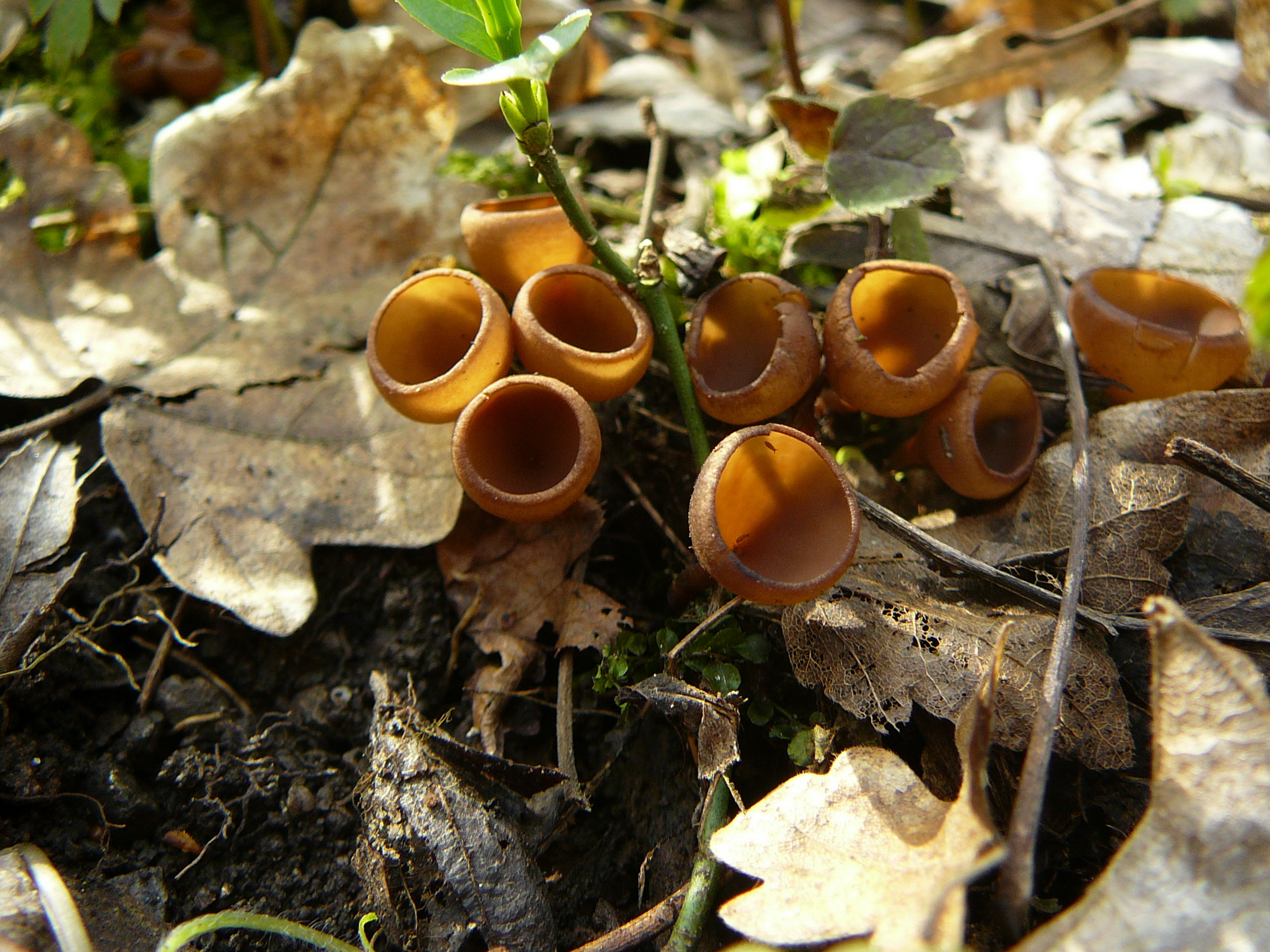
Dumontinia tuberosa
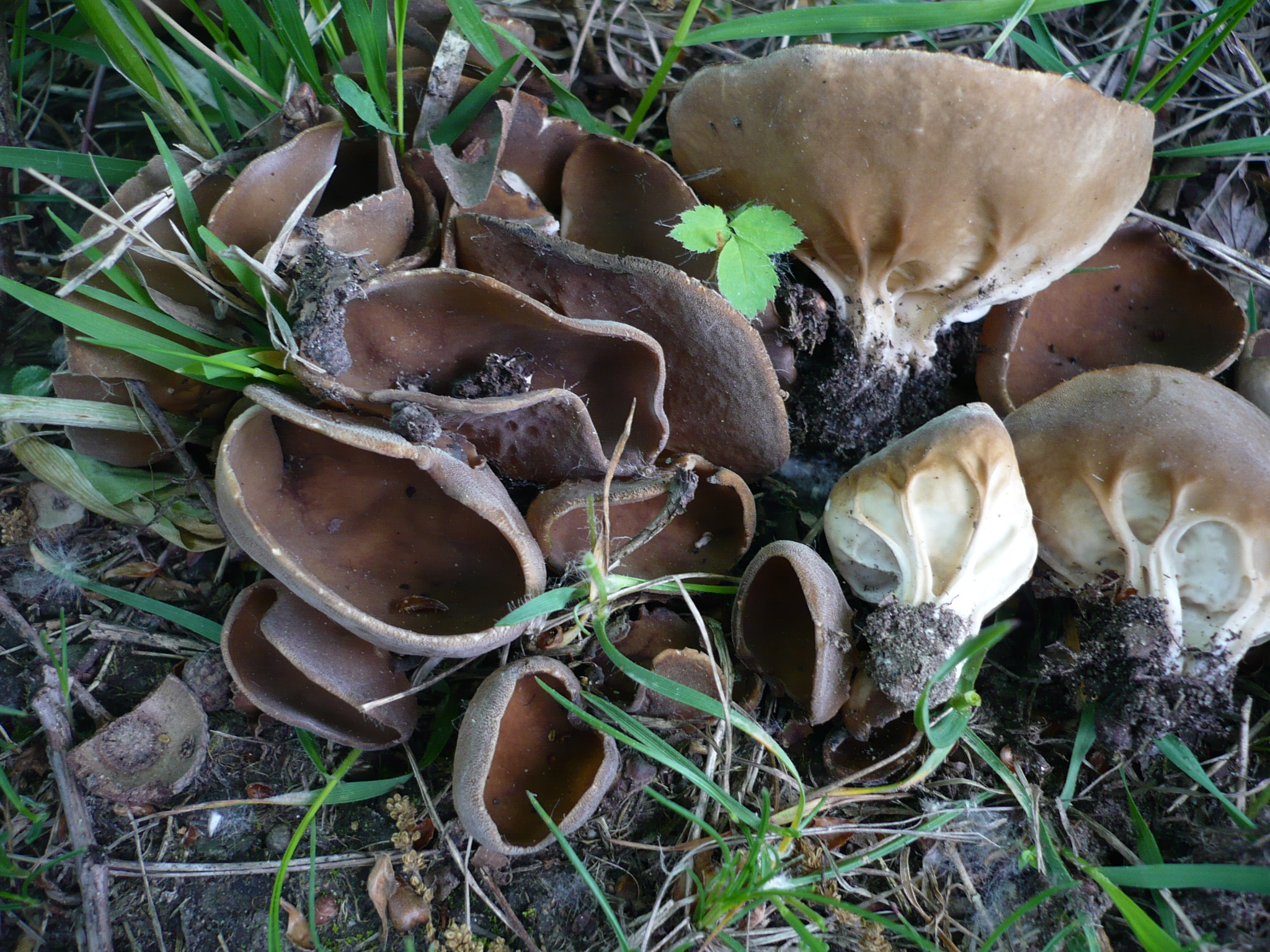
Helvella acetabulum
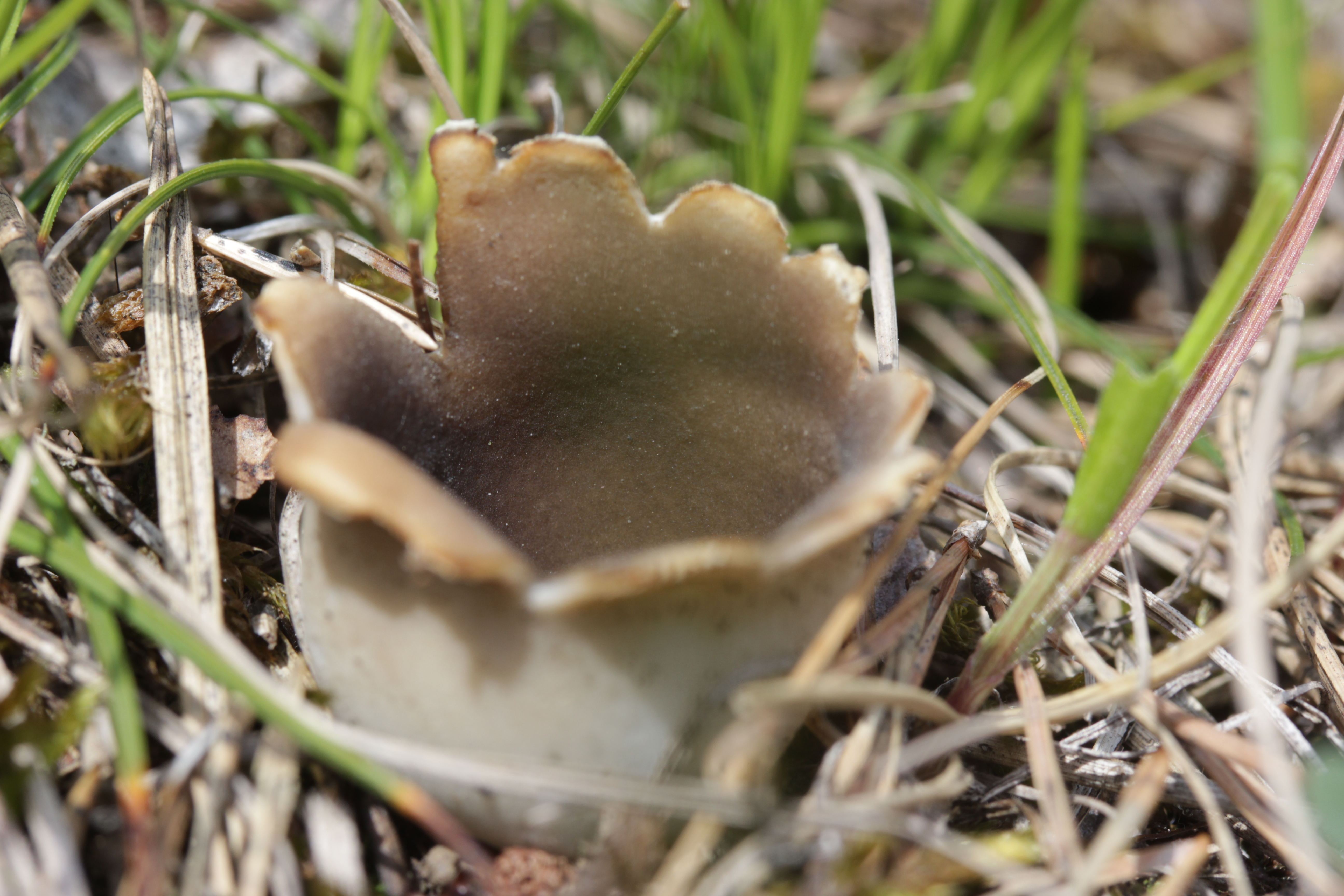
Helvella leucomelaena
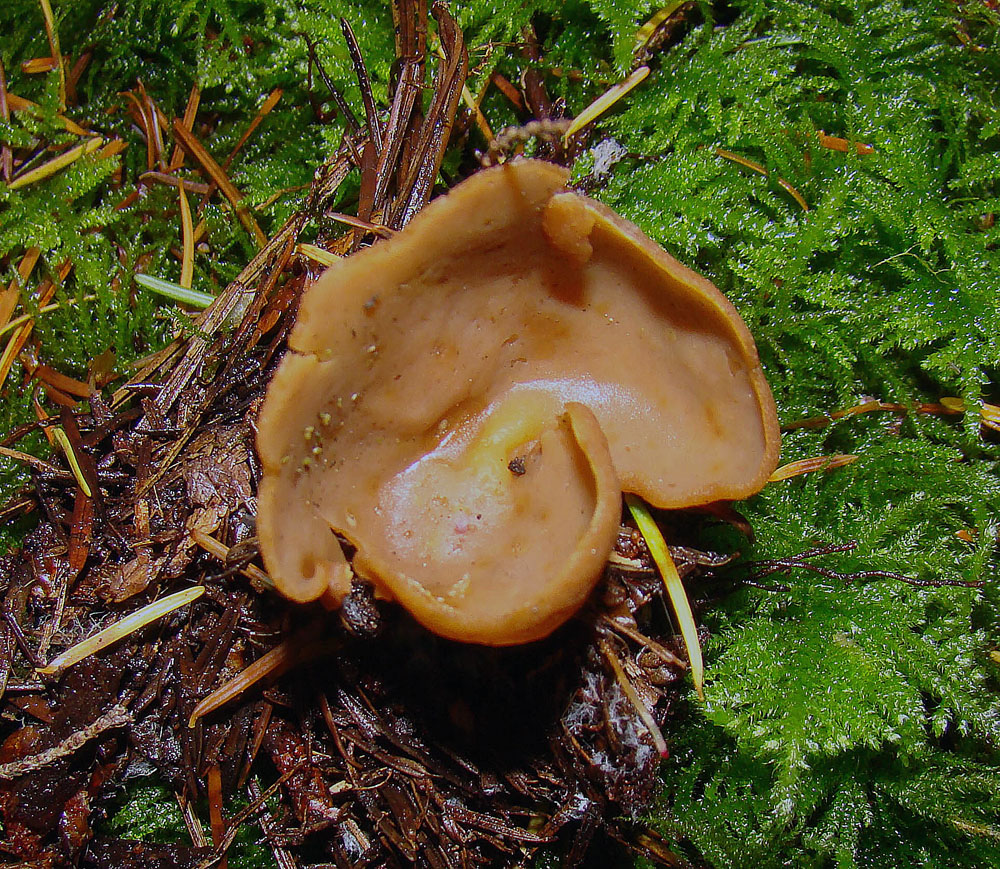
Otidea alutacea
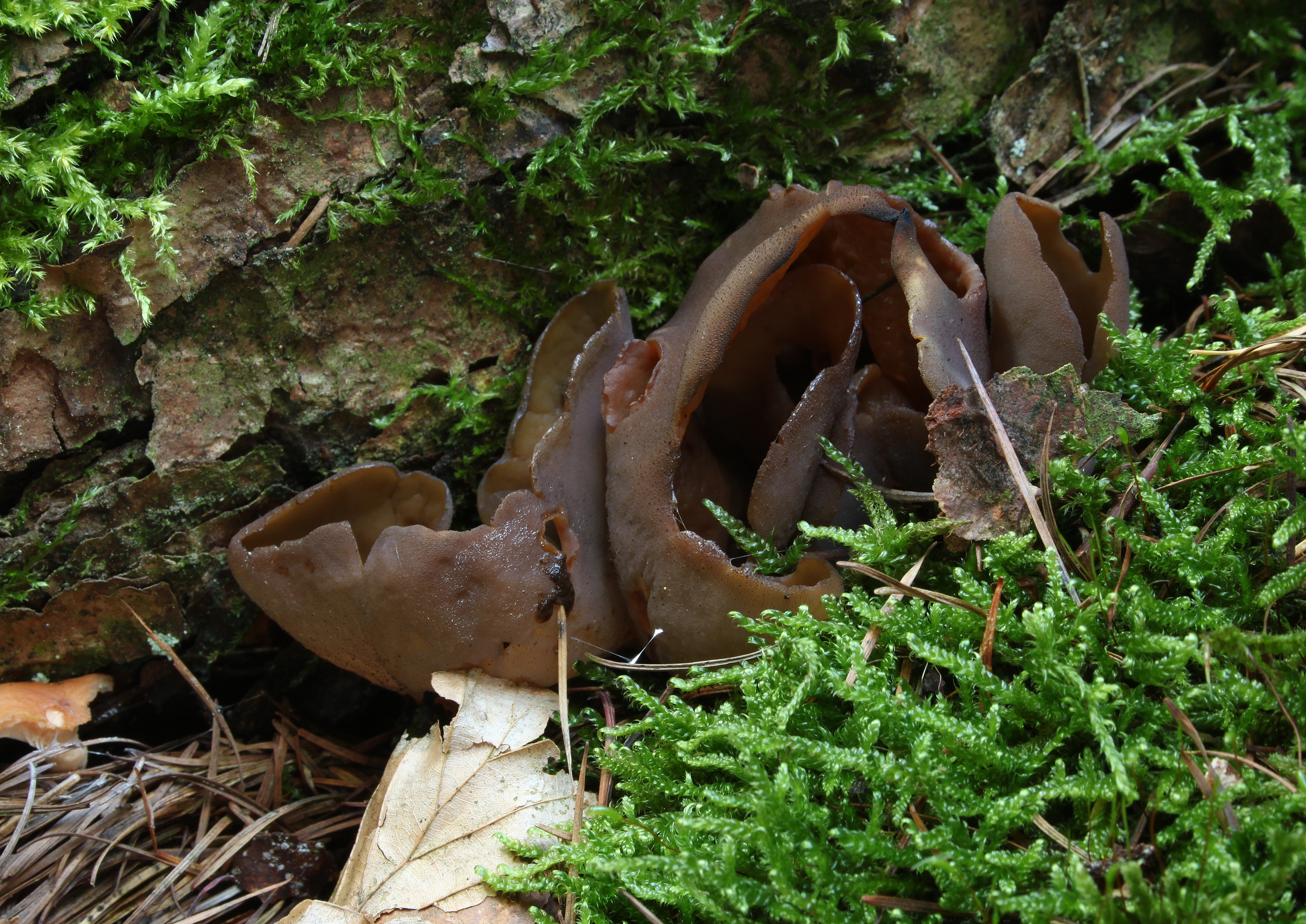
Otidea bufonia

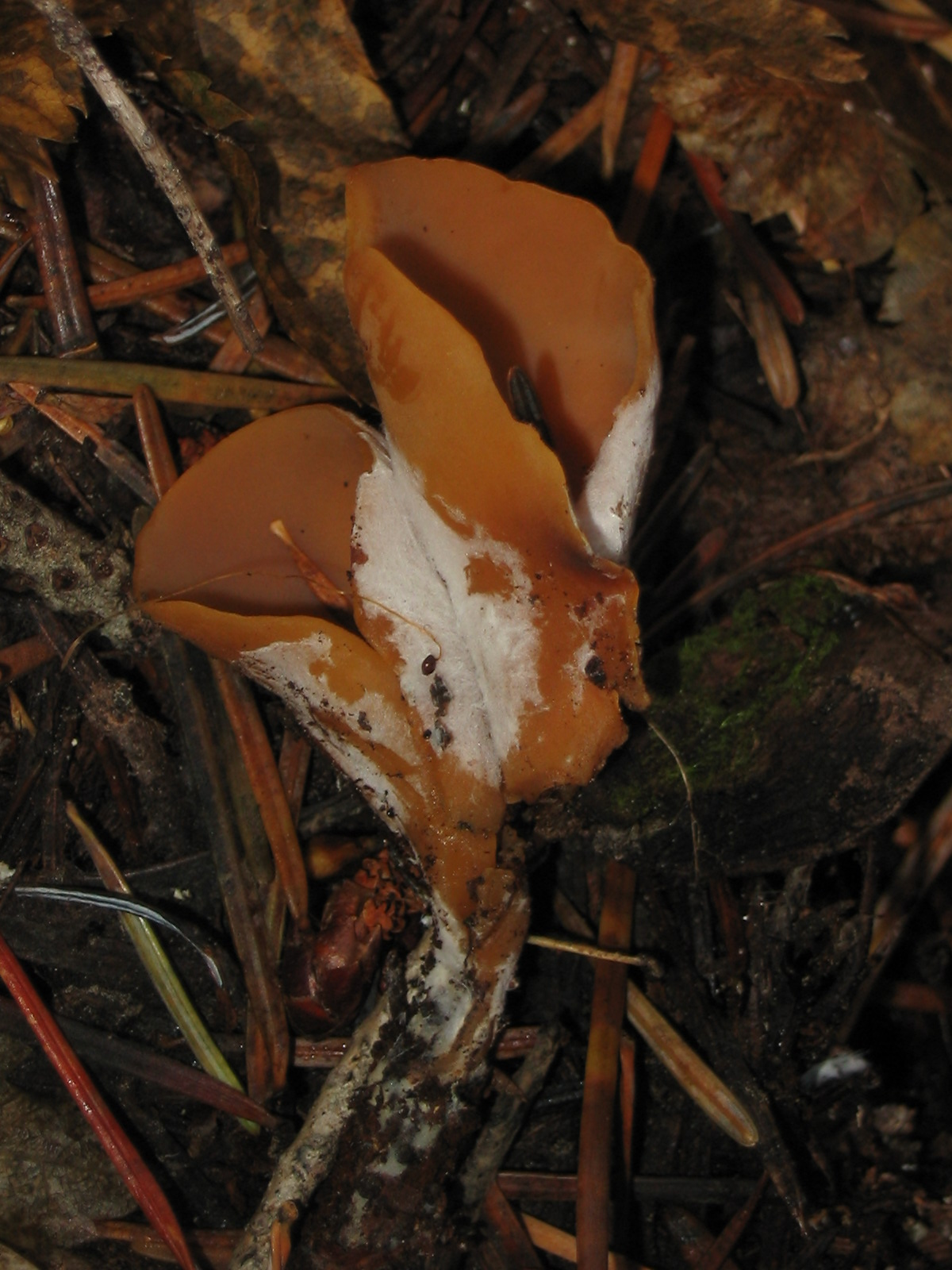
Otidea leporina
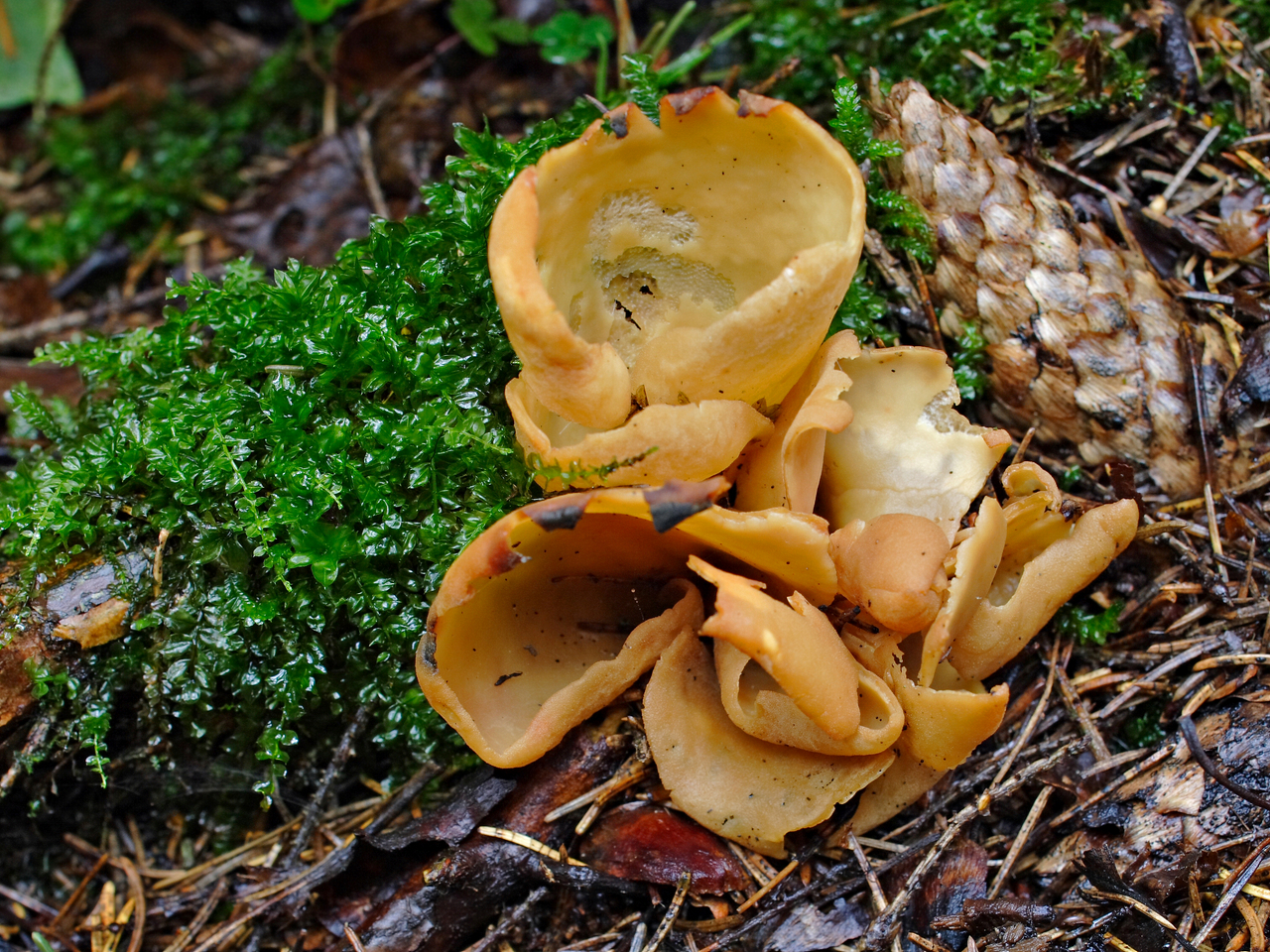
Otidea onotica
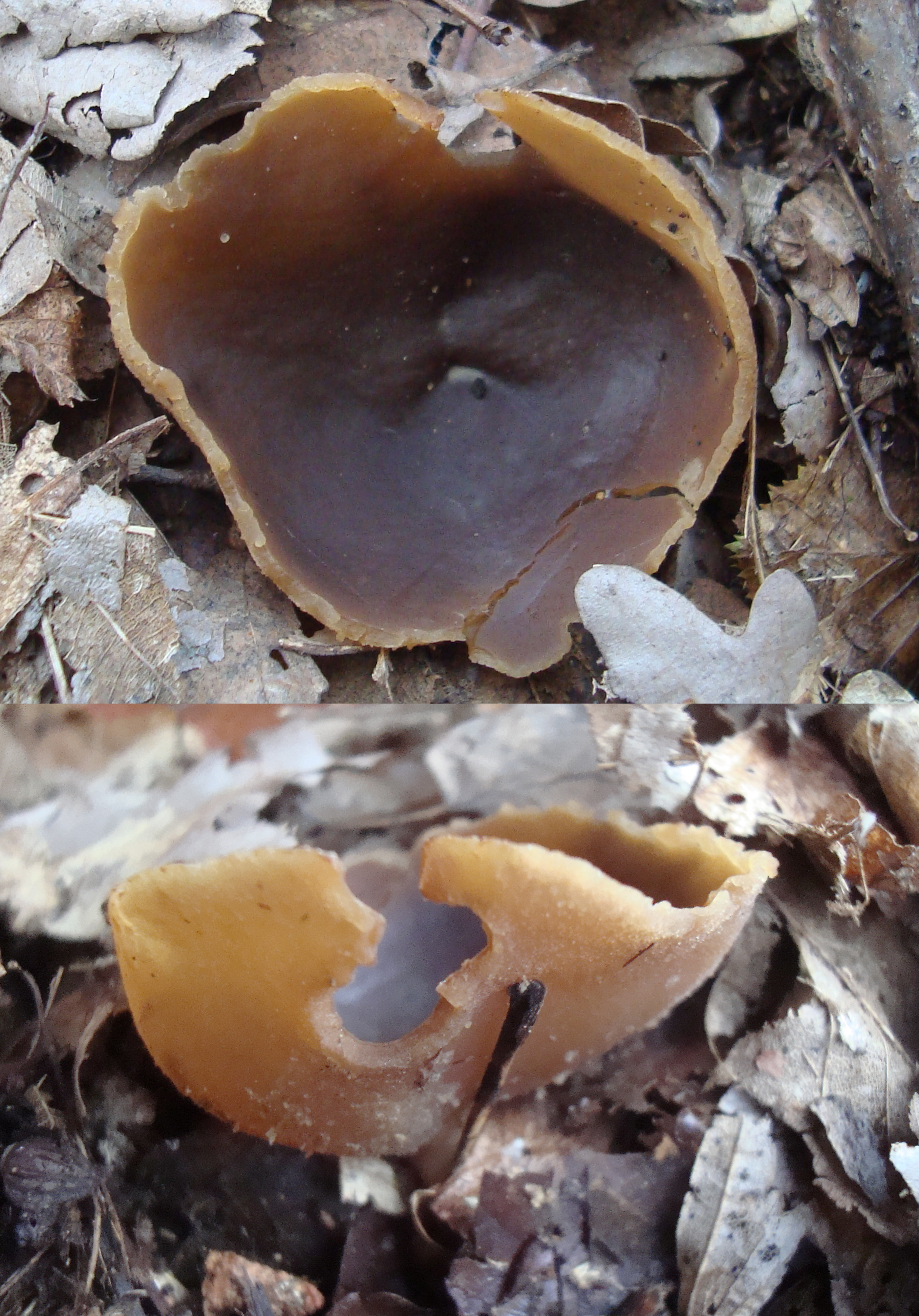
Peziza arvernensis
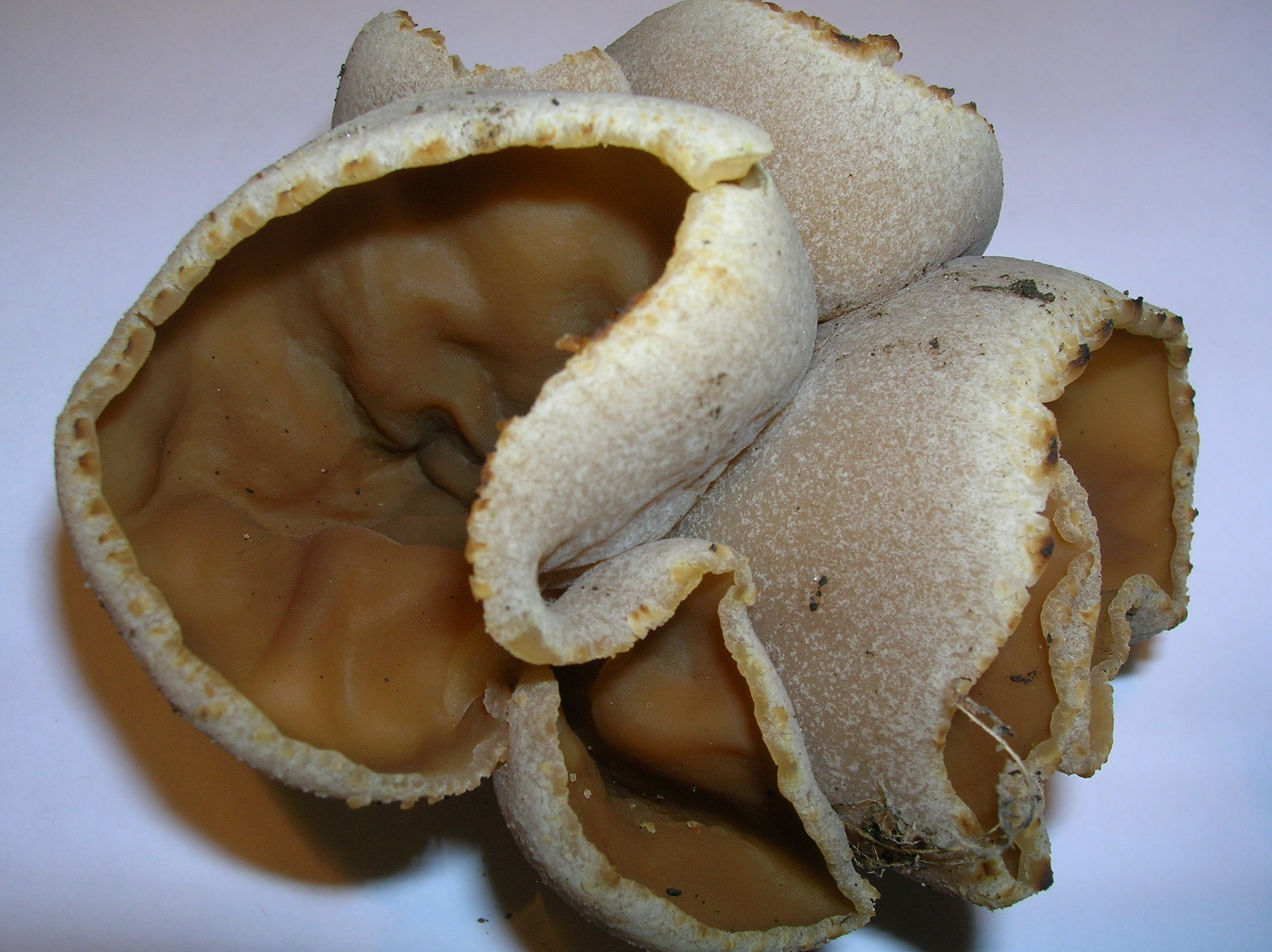
Peziza cerea
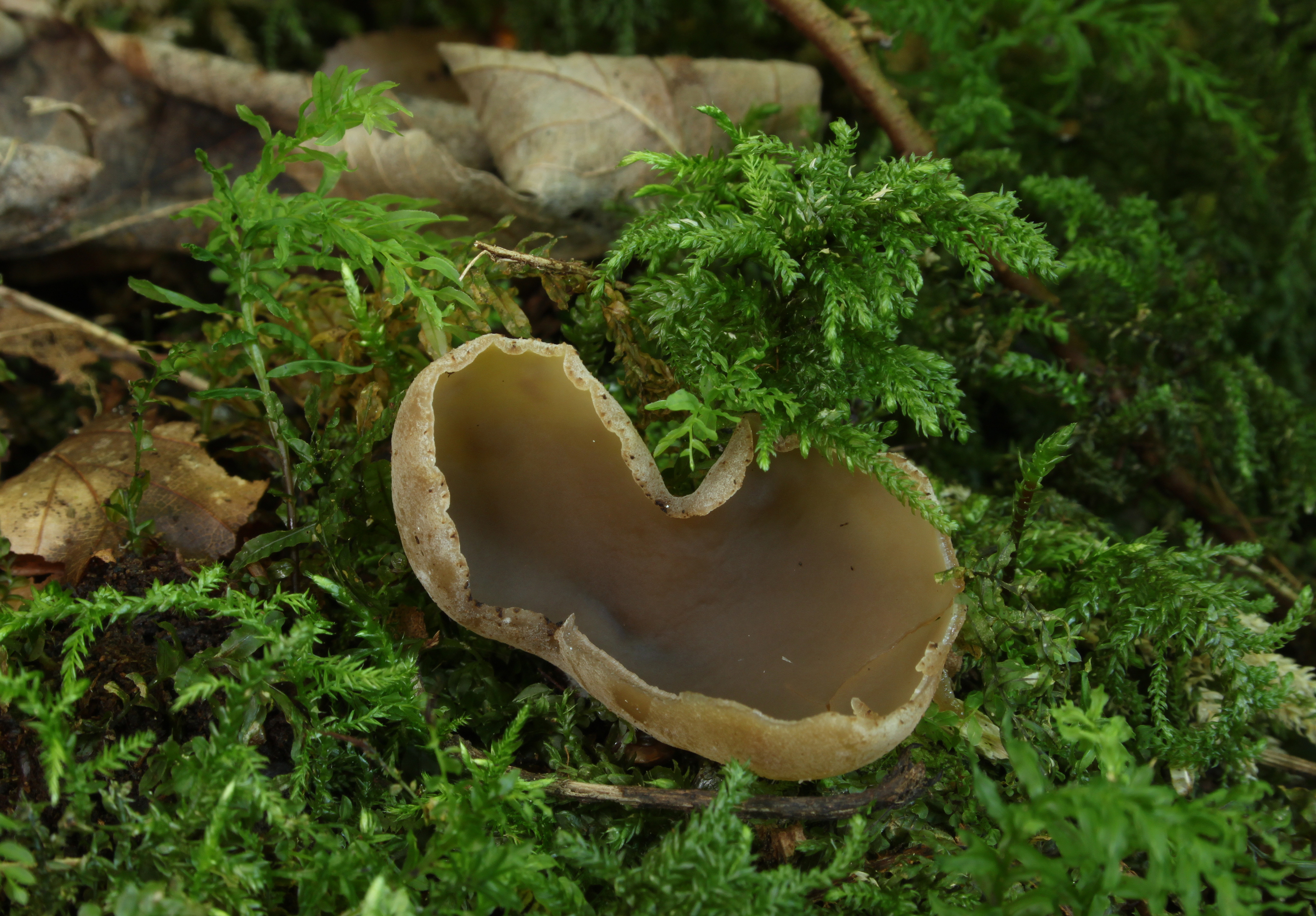
Peziza varia
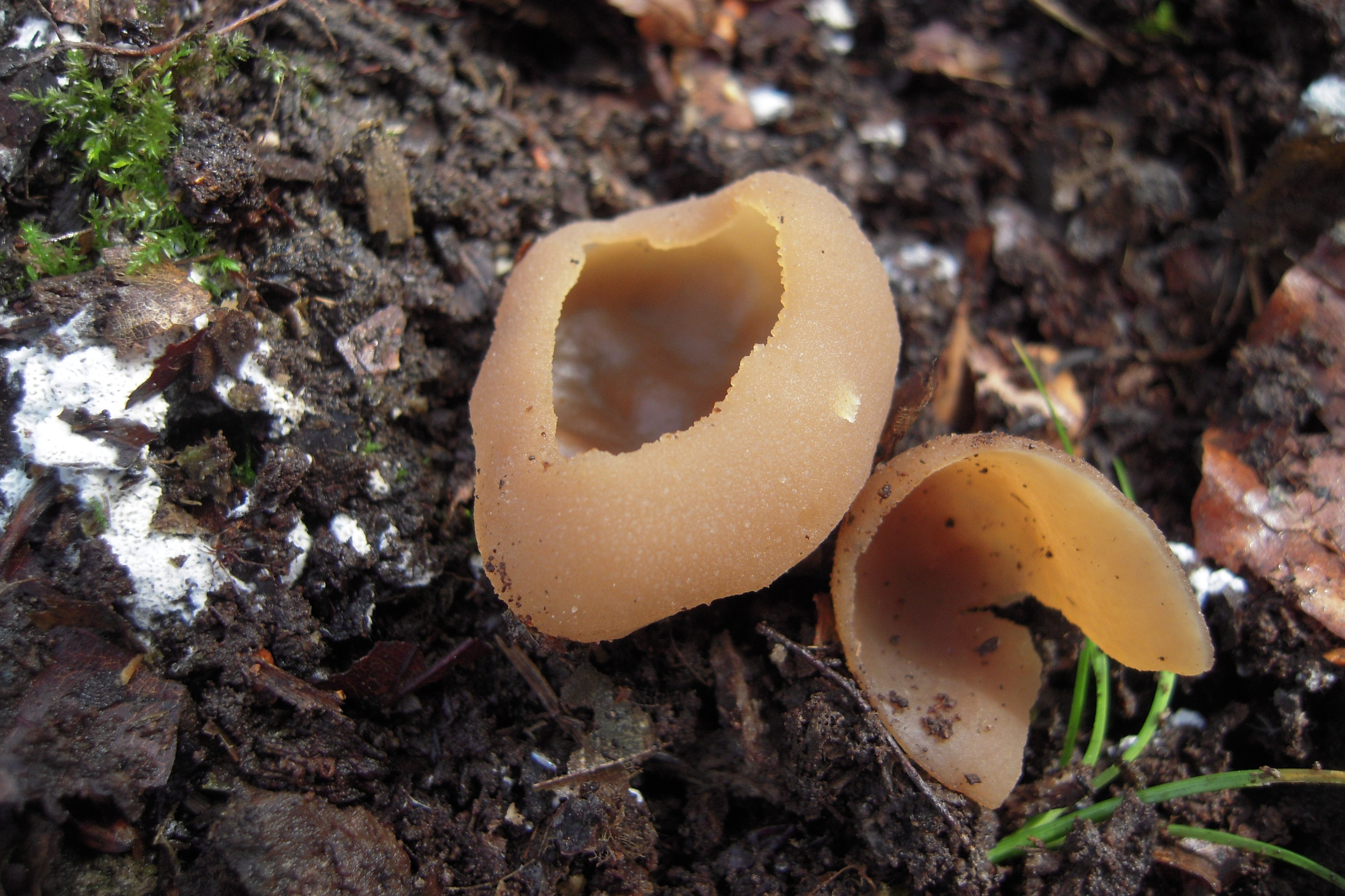
Peziza vesiculosa
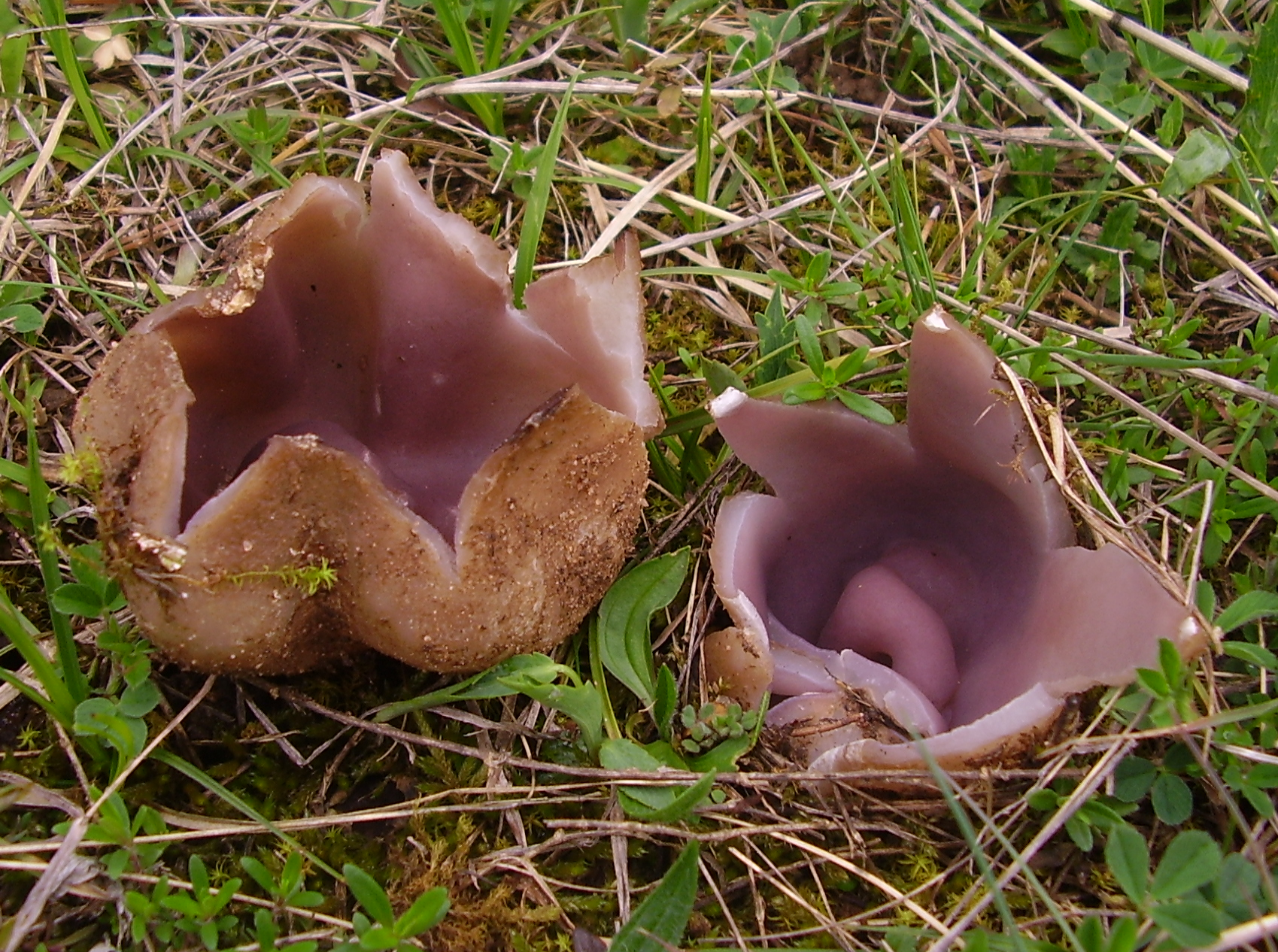
!!Sarcosphaera coronaria!!

## Valorificare
Mai întâi trebuie menționat, că urechiușa bârligată nu poate fi mâncată crud, pentru că conține hidrazină care se dizolvă în timpul fierberii sau la uscat peste mai lung timp. De asemenea, consumat în porții mari, poate crea reacții neplăcute la persoane sensibile, pentru că buretele este cam greu de digerat.
Valoarea culinară este redusă în comparație cu bureți de genul Morchella, în rest, ciupercile pot fi preparate ca zbârciogii. Mai departe sunt folosite în bucătăria asiatică.

## Bibiliografie
- Marcel Bon: “Pareys Buch der Pilze”, Editura Kosmos, Halberstadt 2012, ISBN 978-3-440-13447-4
- Bruno Cetto, vol. 1-3, 5, 6 (vezi sus)
- H. Clémençon: „Pilze im Wandel der Jahreszeiten”, vol. 1 și 2, Editura Éditions Piantanida, Lausanne 1981
- Rose Marie Dähncke și Sabine Maria Dähncke: „700 Pilze in Farbfotos”, Editura AT Verlag, Aarau - Stuttgart 1979 și 1980, ISBN 3-85502-0450
- Rose Marie și Sabine Maria Dähncke: „Pilze”, Editura Silva, Zürich 1986
- Jean-Louis Lamaison & Jean-Marie Polese: „Der große Pilzatlas“, Editura Tandem Verlag GmbH, Potsdam 2012, ISBN 978-3-8427-0483-1
- Hans E. Laux: „Der große Pilzführer, Editura Kosmos, Halberstadt 2001, p. 180-181, ISBN 978-3-440-14530-2
- Gustav Lindau, Eberhard Ulbrich: „Die höheren Pilze, Basidiomycetes, mit Ausschluss der Brand- und Rostpilze”, Editura  J. Springer, Berlin 1928
- Meinhard Michael Moser: „Kleine Kryptogamenflora der Pilze – vol. II a.: „Höhere Phycomyceten und Ascomyceten”, Editura Gustav Fischer, Jena 1963